# På landsholdet
|  | Denne artikel er oprettet af botten Steenthbot ud fra en ekstern database. Den kan derfor have sproglige fejl eller mangler. Denne skabelon kan fjernes efter kontrol af indholdet. |

På landsholdet er en dansk dokumentarfilm fra 1982.

## Handling
Kombineret kampreportage fra 2 EM-kvalifikationskampe og portrætter af henholdsvis Ole Qvist og Allen Simonsen. Del 1 er om kampen imod Jugoslavien og Ole Qvist, der fortæller om arbejdet på banen og forberedelserne for en målmand, mens vi ser et resume af kampen. Del 2 er om kampen imod Grækenland og Allan Simonsen, der kritiserer landsholdets korte forberedelsestid og taler om forskellige spillestile.